# スラムボール
スラムボール（英語:Slam Ball）は、バスケットボールを基にした球技スポーツである。

## 起源
1999年、当時トーリンプロダクションで働いていたメイソンゴールド氏がいくつかのテレビゲームを基に考案した。

## 概要

### バスケットボールと異なるルール
- 各ゴール前にトランポリンを4面設置してある。
- 1クォーター8分の4クォーター制。
- 4対4　ベンチ入りは9人まで。
- ショットクロックは15秒。
- スリーポイントラインの外側からのシュートとダンクは3ポイント。それ以外は2ポイント。
- Protective Gear（膝・肘当てやヘッドギア）をつけることが原則。手を肩より下げた状態でのタックル、ドリブルをついた後は、前からなら上半身へのタックルはOK。
- ポジションはハンドラー（主にドリブルやボールコントロールを主体とする「ガード」ポジション）、ガンナー（積極的に得点を狙いに行く「フォワード」ポジション）、キーパー（相手のダンクシュートなどをブロックする「センター」ポジション）に分かれる。
- 個人ファウルは3つ犯したら退場。

### 主な禁止事項
- 明らかな暴力行為。
- 同チームの選手が同じトランポリンに入ること。